# Джеймс Огілві
Джеймс Роберт Брюс Огілві (англ. James Robert Bruce Ogilvy нар. 29 лютого 1964) — британський аристократ, ландшафтний дизайнер. Син сера Ангуса Огілві і принцеси Олександри Кентської і, відповідно, троюрідний брат короля Великої Британії Чарльза ІІІ.

## Біографія
Джеймс Огілві належить до старовинної аристократичної сім'ї. По батьковій лінії він онук Девіда Огілві, 12-го графа Ейрлі, а його мати — принцеса Олександра Кентська, внучка короля Великої Британії Георга V і двоюрідна сестра королеви Єлизавети II.
Джеймс народився 29 лютого 1964 року в одному з котеджів Річмонд-парку в Лондоні. Його хрестив архієпископ Кентерберійський Артур Майкл Ремсі. На момент народження Джеймс Огілві був 13-м у списку спадкоємців британського престолу, але до 2024 року змістився на 58-е місце. Першу освіту Огілві отримав в палацовій школі в компанії родичів — Сари Армстронг-Джонс і принца Едуарда (згодом графа Уессекського). Пізніше він закінчив Ітонський коледж і Сент-Ендрюського університет, де вивчав історію мистецтва. У 1996 році Огілві заснував журнал Luxury Briefing. Він входить до складу ради директорів низки компаній, є професійним фотографом і ландшафтним дизайнером .
Джеймс — хрещений батько принцеси Євгенії Йоркської .

## Родина
У 1988 році Джеймс Огілві одружився з Джулією Кароліною Роулінсон. У них народилися двоє дітей:
- Флора Олександра (15 грудня 1994)
- Олександр Чарльз (12 листопада 1996).